# Amaranthus crispus
Amaranthus crispus là loài thực vật có hoa thuộc họ Dền. Loài này được (Lesp. & Thévenau) A.Terracc. mô tả khoa học đầu tiên năm 1890.